# Siete Partidas
Le Siete Partidas ("Sette Parti") sono un testo enciclopedico relativo al diritto, all'attività di governo, ai suoi presupposti e obiettivi, agli istituti giuridici. Volute nel 1265 dal re di Castiglia Alfonso X, costituiscono il tentativo da parte del potere monarchico centrale castigliano di superare con una legislazione comune i diritti consuetudinari locali (fueros).
La piena recezione del diritto comune, e quindi della Ley de las siete partidas, avvenne però solo nel 1348 per la promulgazione dell'Ordenamiento de Alcalà da parte di Alfonso XI. Da quell'anno il diritto comune non fu solo un imprescindibile punto di riferimento per il processo romano-canonico, ma venne innalzato al rango di vigente diritto sussidiario rispetto ai fueros locali.
Largamente ispirate al diritto romano, il nome allude alle "sette parti" (tematiche) in cui è divisa l'opera: diritto canonico; prerogative dei regnanti; amministrazione della giustizia; le persone e la famiglia; diritto mercantile; successioni; diritto penale.

## Edizioni

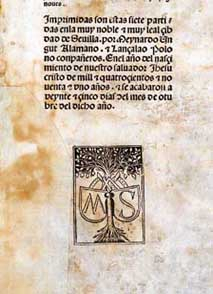
Pagina con marca tipografica dell'edizione del 1491 di Siviglia.

In aggiunta ai diversi manoscritti e altre copie prodotte dopo l'apparizione della macchina da stampa nel XV secolo, esistevano tre edizioni principali delle Siete Partidas:
- Un'edizione annotata da Alfonso Díaz de Montalvo, pubblicata a Siviglia nel 1491. Vi furono otto ristampe entro il 1528.
- Un'edizione annotata da Gregorio López de Tovar, pubblicata a Salamanca nel 1555. Vi furono 15 ristampe entro il 1855. Questa edizione ricevette la legittimità con decreto reale il 7 settembre 1555, e fu la versione più usata nell'America ispanica.
- Un'edizione della Real Academia de la Historia, pubblicata nel 1807. Dichiarata ufficiale con sovrano dettato l'8 marzo 1818.

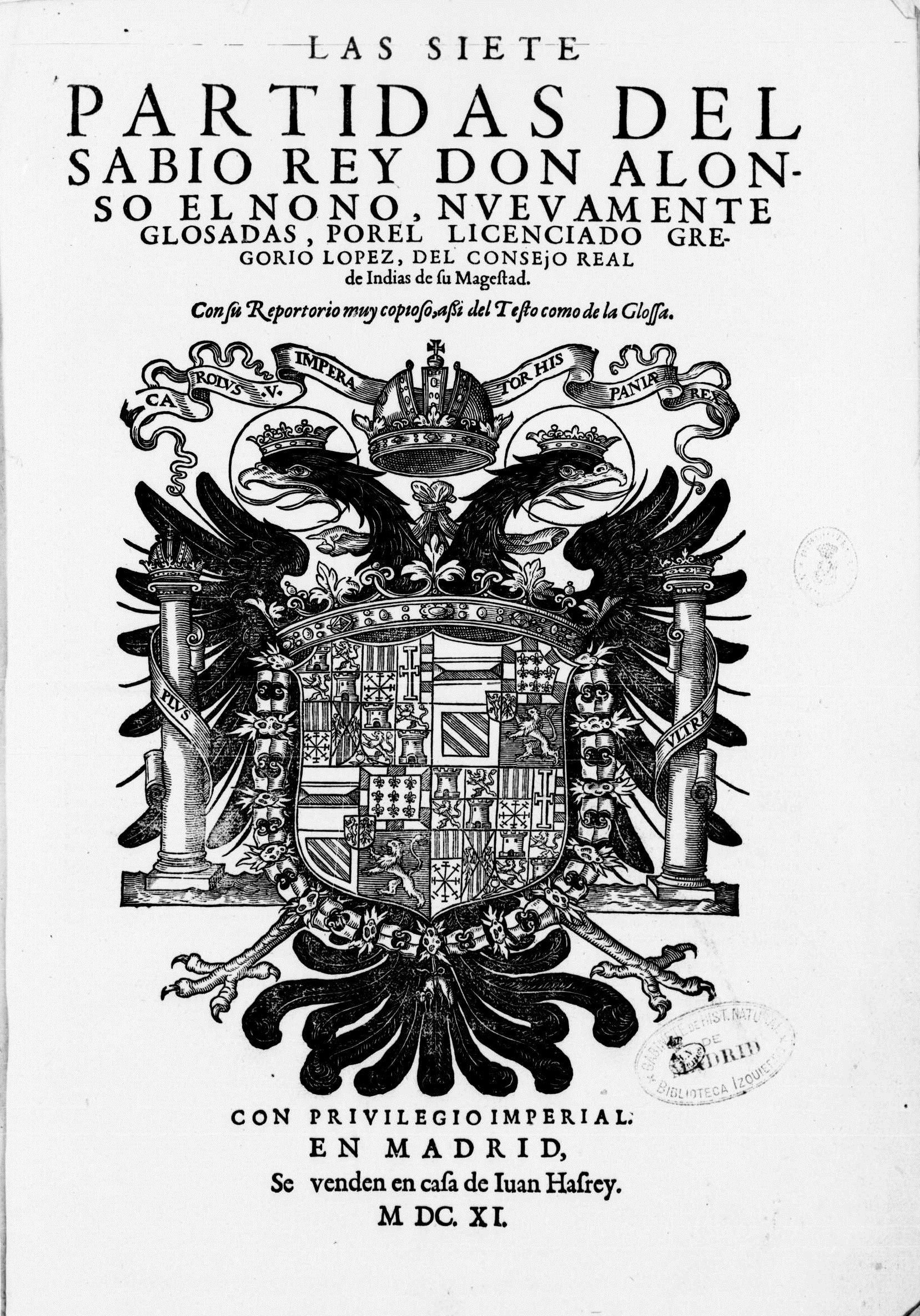
Siete partidas, a cura di Gregorio López de Tovar, Madrid 1611